# Xã Detroit, Quận Pike, Illinois
Xã Detroit (tiếng Anh: Detroit Township) là một xã thuộc quận Pike, tiểu bang Illinois, Hoa Kỳ. Năm 2010, dân số của xã này là 312 người.